# 顔 (2000年の映画)
『顔』（かお）は、2000年8月12日に劇場公開された日本映画である。

## 概要
『どついたるねん』『王手』『傷だらけの天使』シリーズで男性の持つ世界観を独特の技法で描いてきた阪本順治監督が、喜劇女優・藤山直美を迎え、初めて女性を主人公にして作り上げた異色の犯罪映画。
2000年度の日本国内の映画賞を多数受賞した。
福田和子の事件をベースにしている。

## あらすじ
35歳になっても家に閉じこもっていた冴えない女性が、衝動的に妹を殺害してしまったことをきっかけに家を出て逃亡する。初めて飛び出した外の世界を転々としながら、さまざまな人たちとの出会いによって人の温かみと生きる意欲を見出していく。

## 出演者
- 吉村正子：藤山直美

35歳で長年ひきこもり状態の女性。外に出る事は殆ど無く、母が営むクリーニング店でも
店頭に立つ事は無く2階で修繕の仕事をしていたが、ある事件がきっかけで外の世界に飛び出す事になる。
強盗殺人犯の福田和子がモデル。
- 池田彰：佐藤浩市
- 中上洋行：豊川悦司

律子の弟。
- 中上律子：大楠道代

スナックのママ。優しく面倒見の良い性格の女性で、店にやって来た正子を雇う。
- 狩山健太：國村準
- 吉村由香里：牧瀬里穂

正子の妹。姉とは違い美人で活発な性格。内向的な性格で冴えない印象の姉の正子を馬鹿にしている所がある。
- 吉村常子：渡辺美佐子

正子と由香里姉妹の母。クリーニング店を営む。優しい母親だが、長女の正子の引きこもりを容認してしまうほか、次女の由香里が姉の正子を馬鹿にしている事を注意出来ないなど娘たちに対して甘い所がある。
- 山本俊郎：中村勘九郎
- 花田英一：岸部一徳
- 狩山咲子：早乙女愛
- 喫茶店の女：内田春菊
- 島の警察官：中島陽典
- 川越美和、水谷誠伺、中沢青六、正司照枝、九十九一、黒田百合　ほか

## スタッフ
- 監督：阪本順治
- 原案：宇野イサム
- 脚本：阪本順治、宇野イサム
- 音楽：coba
- プロデューサー：椎井友紀子
- 撮影：笠松則通
- 美術：原田満生
- 照明：石田健司
- 録音：橋本文雄
- 編集：深野俊英
- スクリプター：今村治子
- 助監督:井川浩哉、高橋正弥、宮田宗吉、大森立嗣
- 音響効果：東洋音響カモメ（伊藤進一、小島彩）
- 現像：IMAGICA
- スタジオ：日活撮影所
- ロケ協力：東日本旅客鉄道、西日本旅客鉄道、九州旅客鉄道、東海旅客鉄道、日本貨物鉄道、十日町市、別府市観光課、九州自然動物公園アフリカンサファリ　ほか
- 製作者：宮島秀司、石川富康、寺西厚史、中沢敏明、椎井友紀子
- 協力:山下敦弘

## 撮影場所
- 姫島村／姫島盆踊り
- 別府市／ラクテンチ、鉄輪温泉、竹瓦温泉
- 十日町駅前

## 受賞
- 第24回日本アカデミー賞
  - 優秀作品賞
  - 優秀助演女優賞
  - 優秀脚本賞
  - 優秀音楽賞
  - 最優秀監督賞
- 第74回キネマ旬報ベスト・テン
  - 日本映画ベスト・テン1位
  - 読者選出日本映画ベスト・テン1位
  - 監督賞（阪本順治）
  - 主演女優賞（藤山直美）
  - 助演女優賞（大楠道代）
  - 脚本賞（阪本順治、宇野イサム）
- 第25回報知映画賞
  - 最優秀作品賞
  - 最優秀主演女優賞（藤山直美）
- 第13回日刊スポーツ映画大賞・石原裕次郎賞
  - 監督賞（阪本順治）
  - 助演女優賞（大楠道代）
- 第55回毎日映画コンクール[1]
  - 日本映画大賞
  - 監督賞（阪本順治）
  - 女優主演賞（藤山直美）
  - 美術賞（原田満生）
  - 録音賞（橋本文雄）
- 第43回ブルーリボン賞
  - 監督賞（阪本順治）
- 第22回ヨコハマ映画祭
  - 2000年度日本映画ベストテン第1位
  - 作品賞
  - 監督賞（阪本順治）
  - 主演女優賞（藤山直美）
  - 脚本賞（阪本順治、宇野イサム）
  - 審査員特別賞（プロデューサー：椎井友紀子）
- 2001朝日ベストテン映画祭
  - ベスト オブ シネマ2000　日本映画第1位
- 第15回高崎映画祭
  - 最優秀作品賞
  - 主演女優賞（藤山直美）
  - 助演女優賞（大楠道代）
  - 助演男優賞（佐藤浩市）
- 2000年度 映画芸術日本映画ベストテン 第1位
- 第10回日本映画プロフェッショナル大賞 監督賞（阪本順治）